# Стоян Сюлемезов
Стоян Атанасов Сюлемезов (Игнат) е участник в комунистическото партизанско движение по време на Втората световна война, началник-щаб на Шеста Ямболска въстаническа оперативна зона.
Стопански деец на БКП.

## Биография
Стоян Сюлемезов е роден на 23 септември 1910 година в с. Веселиново, Ямболско. Като ученик в Ямболската гимназия е активен член на РМС.
Участва в партизанското движение през Втора световна война. Член на Окръжното ръководство на БРП (к). Заедно с Димитър Дичев организира първата партизанска единица в Ямболско, чета „Съби Димитров“, издаването и разпространението на партизанския в-к „Народен другар“. 
През август 1943 година преминава в нелегалност. Партизанин от Партизански отряд „Смърт на фашизма“. Началник-щаб на Шеста Ямболска въстаническа оперативна зона. На 2 юни 1944 г. неговата съпруга Дечка, майка на четири деца, е измъчвана и разстреляна от полицията.
След 9 септември 1944 година е управител на Ямболска околия. Завършва стопански науки. Деец и привърженик на българското кооперативното движение и дългогодишен председател на Централния кооперативен съюз.
Като заместник-министъра на земеделие Стоян Сюлемезов участва активно в провеждането на колективизацията. През лятото на 1950 година той отива в Козлодуй, където над 500 души са подали заявления за напускане на ТКЗС, за да се опитва да ги разубеди. Пристигането му предизвиква спонтанна демонстрация, прозорците на общината са изпочупени и е направен опит за саморазправа със Сюлемезов. Тълпата е разпръсната с оръжие, а десетки селяни са арестувани и съдени.
През 60-те години по инициатива на Стоян Сюлемезов са сключени договори с Кока-Кола Хеленик Ботлинг Къмпани за производство на безалкохолни напитки в България. Бил е заместник-министър на земеделието между 1949 и 1951 и заместник-председател на Държавния комитет за планиране от 1956 до 1967.
Член на ЦК на БКП и на Националния съвет на ОФ. Народен представител. Автор на мемоарната книта „Браздите на бъдещето“, С., 1967 Обявен е за Герой на социалистическия труд и два пъти е награждаван с орден „Георги Димитров“.
Умира внезапно на 19 октомври 1980 година при посещение на мемориалния комплекс „Хатин“ в Беларус.